# サン・マルタン運河
サン・マルタン運河（サン・マルタンうんが、仏 : Canal Saint-Martin）はフランス、パリの運河である。全長4.55km。

## 概要
ウルク運河から続くラ・ヴィレット貯水池と、セーヌ川へ続くアルスナル港とを結んでいる。開通したのは1825年である。25mの高低差があるために9つの閘門がある。幅が狭いため当初はパリに飲料水を導くために使われたが、現在はレジャー用になっている。運河の一部は地下水路になっている。地下化でパリ11区内で交差する北側レピュビュリック大通りから南側バスティーユ広場南端にかけて、リシャール・ルノワール大通りが1862年に、11区北側でリシャール・ルノワールに接続するジュール・フェリー大通りが1907年にできた。

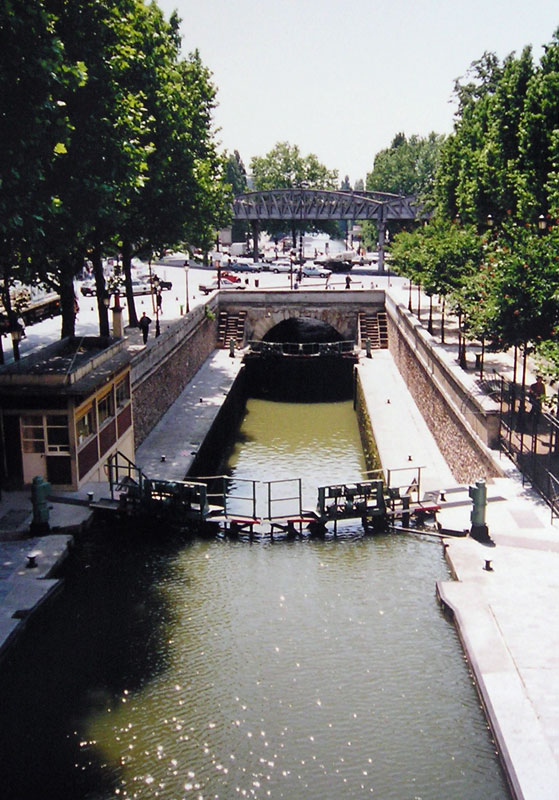
サン・マルタン運河の閘門

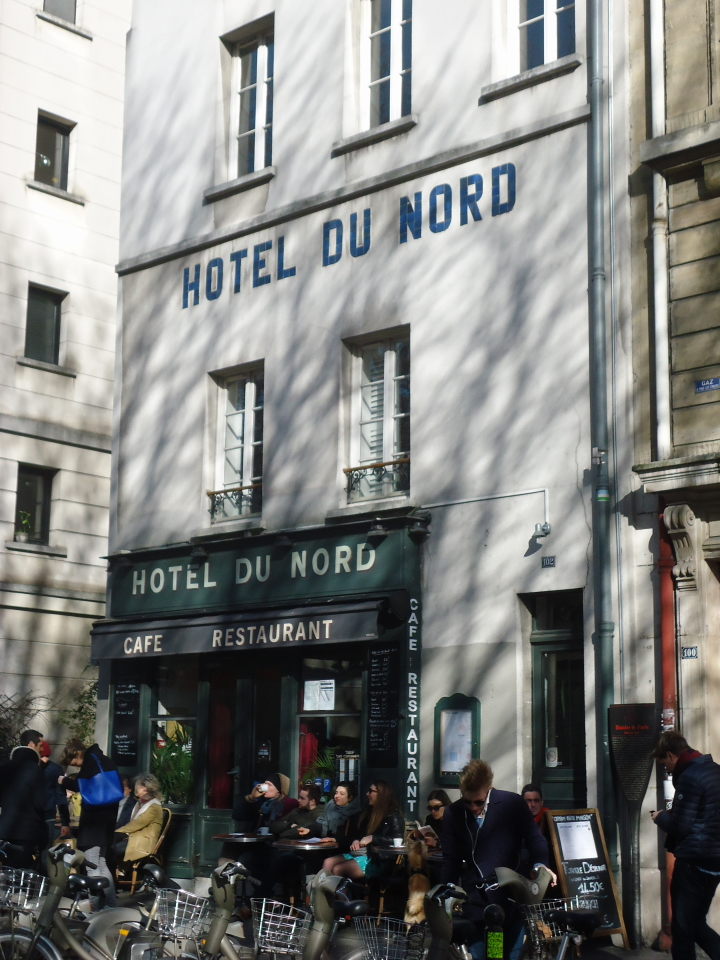
「北ホテル」

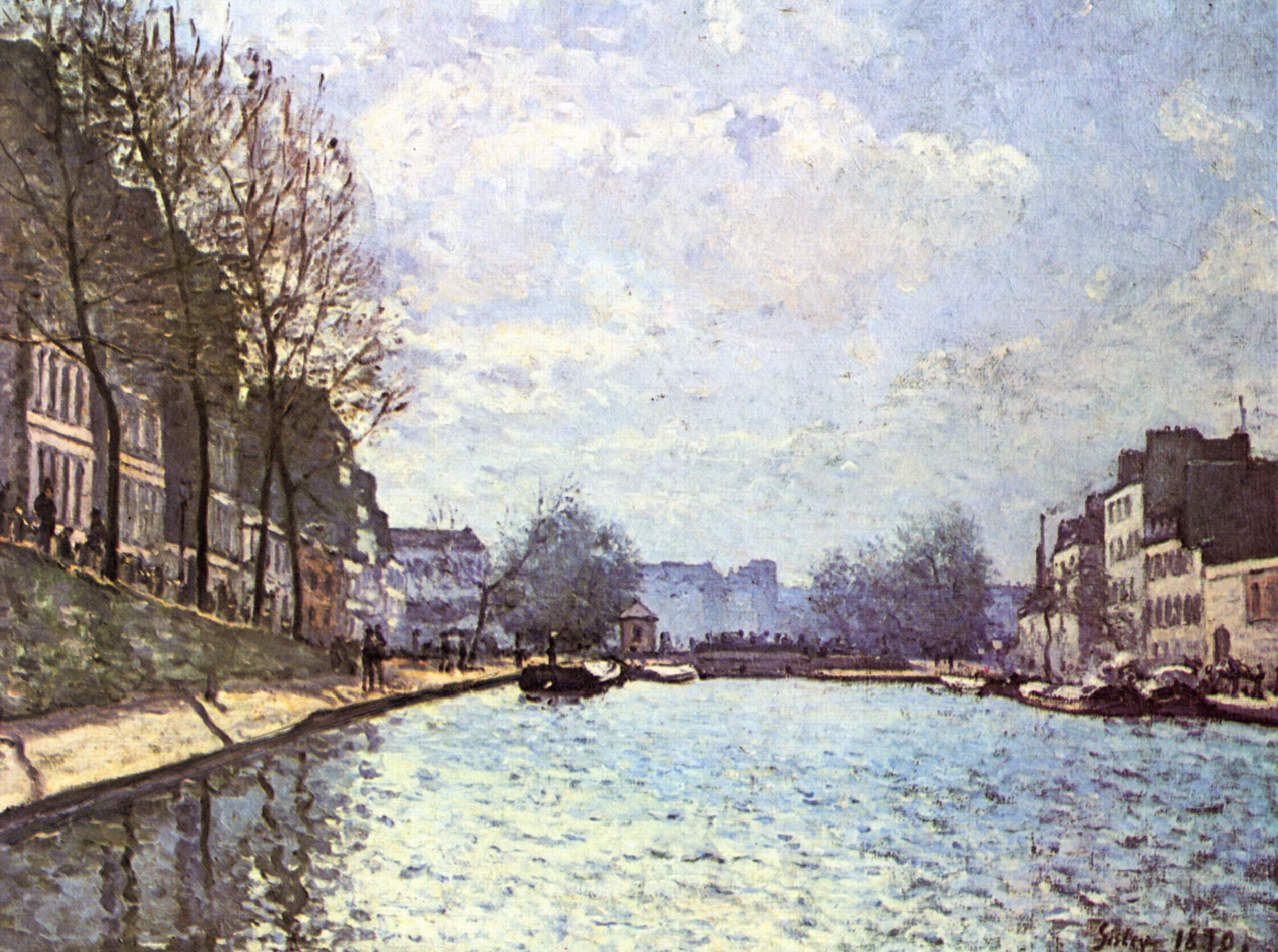
Vue du canal Saint-Martin(アルフレッド・シスレー/1870年)

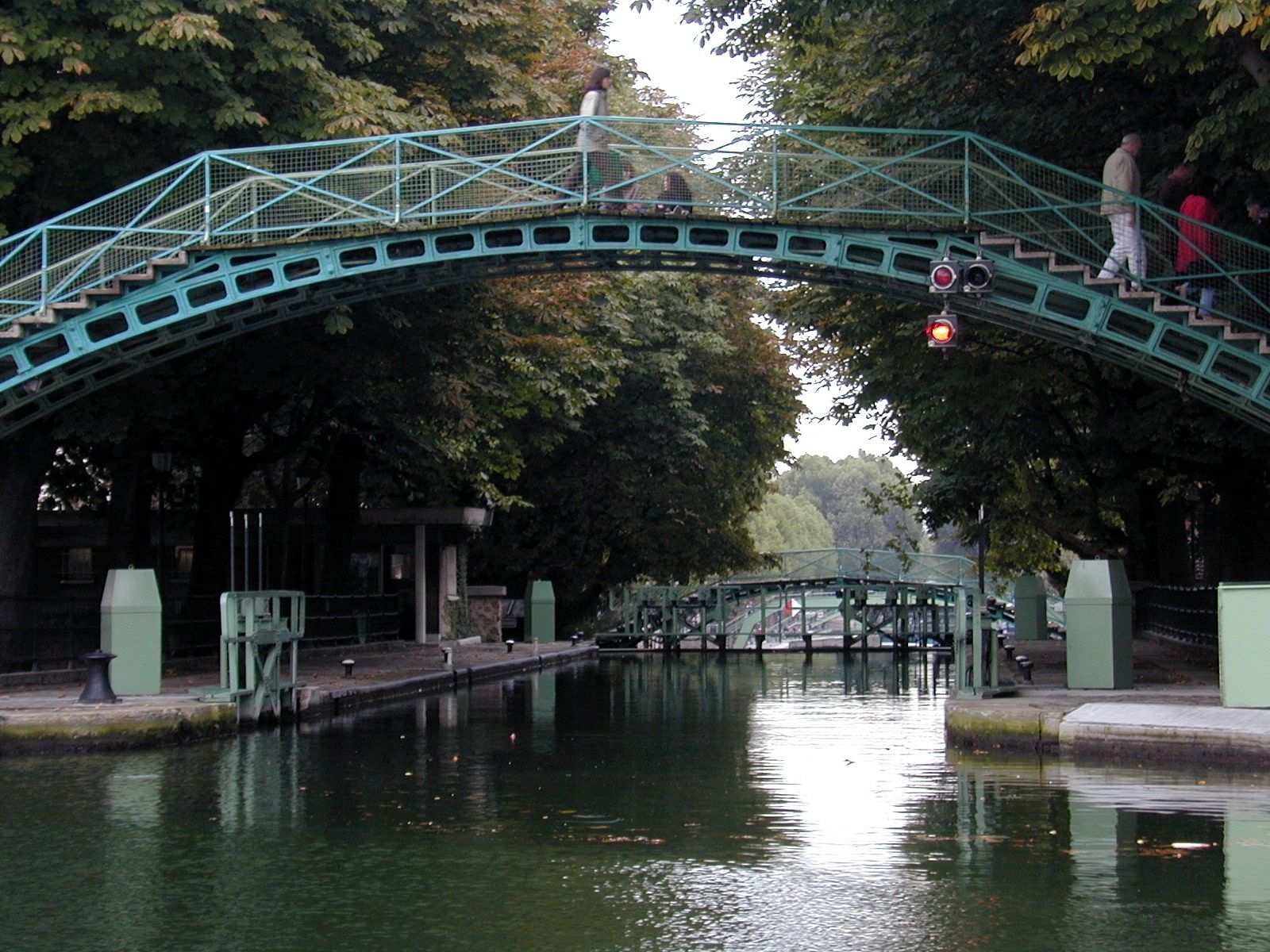
運河にかかる鉄橋

運河が地上に出ているところはパリ10区になり、ヴァルミー(河岸)通りとジュマペ(河岸)通りが運河両岸に沿って走り、ジュマペ側に有名な北ホテルがある（マルセル・カルネ監督の1938年の映画『北ホテル Hôtel du Nord 』に登場した）。また、シスレーの絵画の題材にもなっている。
サン・マルタン運河は1970年代の初め、4車線の都市高速道路を造るために無くなりそうになったが、すぐにこの計画は中止された。現在では河岸が整備されている。このエピソードについては映画『L'An 01』でふれられている。

## 交通
- メトロ 2,5,7bis線 ジョレス駅Jaurès下車